# Latania
Latania é um género botânico pertencente à família Arecaceae.
Na classificação taxonômica de Jussieu (1789), Latania é o nome de um gênero  botânico,  ordem Palmae,  classe Monocotyledones com estames perigínicos. É composto por apenas três espécies.

## Publicação e espécies
- Latania  Comm. ex Juss., Gen. Pl.: 39 (1789).

- Latania loddigesii Mart., Hist. Nat. Palm. 3: 226 (1838).
- Latania lontaroides (Gaertn.) H.E.Moore, Principes 7: 85 (1963).
- Latania verschaffeltii Lem., Ill. Hort. 6: t. 229 (1859).